# How to Dismantle an Atomic Bomb
How to Dismantle an Atomic Bomb je jedenácté studiové album irské skupiny U2. Jeho nahrávání probíhalo od listopadu 2003 do srpna následujícího roku. Album pak vyšlo v listopadu 2004 u vydavatelství Island Records (v USA u Interscope Records). Jeho producenty byli Steve Lillywhite, Chris Thomas, Jacknife Lee, Nellee Hooper, Flood, Daniel Lanois, Brian Eno a Carl Glanville.

## Seznam skladeb
Autorem veškeré hudby jsou členové skupiny U2, autoři textů jsou uvedeni.
| Pořadí         | Název                                   | Text           | Producent                | Délka |
| -------------- | --------------------------------------- | -------------- | ------------------------ | ----- |
| 1.             | Vertigo                                 | Bono, The Edge | Steve Lillywhite         | 3:11  |
| 2.             | Miracle Drug                            | Bono, The Edge | Lillywhite               | 3:54  |
| 3.             | Sometimes You Can't Make It on Your Own | Bono           | Chris Thomas             | 5:08  |
| 4.             | Love and Peace or Else                  | Bono, The Edge | Brian Eno, Daniel Lanois | 4:48  |
| 5.             | City of Blinding Lights                 | Bono           | Flood                    | 5:47  |
| 6.             | All Because of You                      | Bono           | Lillywhite               | 3:34  |
| 7.             | A Man and a Woman                       | Bono           | Jacknife Lee             | 4:30  |
| 8.             | Crumbs from Your Table                  | Bono           | Lillywhite               | 5:03  |
| 9.             | One Step Closer                         | Bono           | Thomas, Lanois           | 3:48  |
| 10.            | Original of the Species                 | Bono           | Lillywhite               | 4:41  |
| 11.            | Yahweh                                  | Bono, The Edge | Thomas                   | 4:22  |
| Celková délka: | Celková délka:                          | Celková délka: | Celková délka:           | 48:46 |

## Obsazení
U2
- Bono – zpěv, kytara, klavír
- The Edge – kytara, klavír, klávesy, doprovodný zpěv, zpěv v „Miracle Drug“
- Adam Clayton – baskytara, klávesy
- Larry Mullen, Jr. – bicí, perkuse, doprovodný zpěv v „Miracle Drug“

Ostatní hudebníci
- Jacknife Lee – klávesy, syntezátory
- Daniel Lanois – kytara, mandolína